# Anfiteatro morenico di Rivoli-Avigliana
L'anfiteatro morenico di Rivoli-Avigliana è un insieme di rilievi di origine glaciale situati nella parte centro-occidentale della Provincia di Torino. Amministrativamente interessa i comuni di Alpignano, Avigliana, Buttigliera Alta, Caselette, Rivalta, Rivoli, Reano, Rosta, Sangano, Villarbasse, Trana e, in misura marginale, Grugliasco, Pianezza e Sangano.

## Descrizione
Ha una superficie di più di 50 km²  e risale al periodo Quaternario; fu creato dal trasporto di sedimenti verso la Pianura Padana operato nel corso delle glaciazioni dal grande ghiacciaio che percorreva la vallata della Dora Riparia.
La sua forma è grosso modo quella di un quadrilatero irregolare e la sua formazione risale ad un periodo di tempo compreso tra i 750.000 e i 12.000 anni fa.
Come estensione è superato in Piemonte dalle analoghe unità geomorfologiche createsi allo sbocco sulla pianura del Ticino e della Dora Baltea. 
Le colline che lo compongono sono punteggiate da massi erratici di dimensioni anche molto ragguardevoli come la Pietra alta di Caselette, la Pietra di Salomone o la Pera Grossa di Rosta. Il complesso morenico venne studiato a partire dall'Ottocento, in particolare dal geologo Federico Sacco.

## Orografia
La parte meglio conservata dell'anfiteatro è senza dubbio la morena laterale destra che partendo dalla zona del Monte Pirchiriano si estende fino a Rivoli. Su di essa, oltre che il Castello di Rivoli e parte del suo centro storico, sorgono gli abitati di Villarbasse, Rosta, Reano e Buttigliera Alta.
La morena laterale sinistra è meno evidente; nei pressi del Monte Musinè però sui rilievi morenici lasciati dal ghiacciaio si trova il centro storico di Caselette e il castello dei Conti Cays.
La morena frontale è stata invece quasi del tutto cancellata dagli eventi geologici che seguirono il ritiro del ghiacciaio, del cui passaggio però restano tracce oltre che nel tipo di sedimenti anche nella presenza di vari massi erratici come quello di Grugliasco.
Secondo la classificazione orografica SOIUSA i rilievi situati in destra idrografica della Dora appartengono alle Alpi Cozie (Gruppo dell'Orsiera, sottogruppo Costiera Orsiera-Rocciavrè) mentre le morene in sinistra idrografica fanno parte delle Alpi Graie (Gruppo del Rocciamelone, sottogruppo Cresta Lunella-Arpone).

## Idrografia

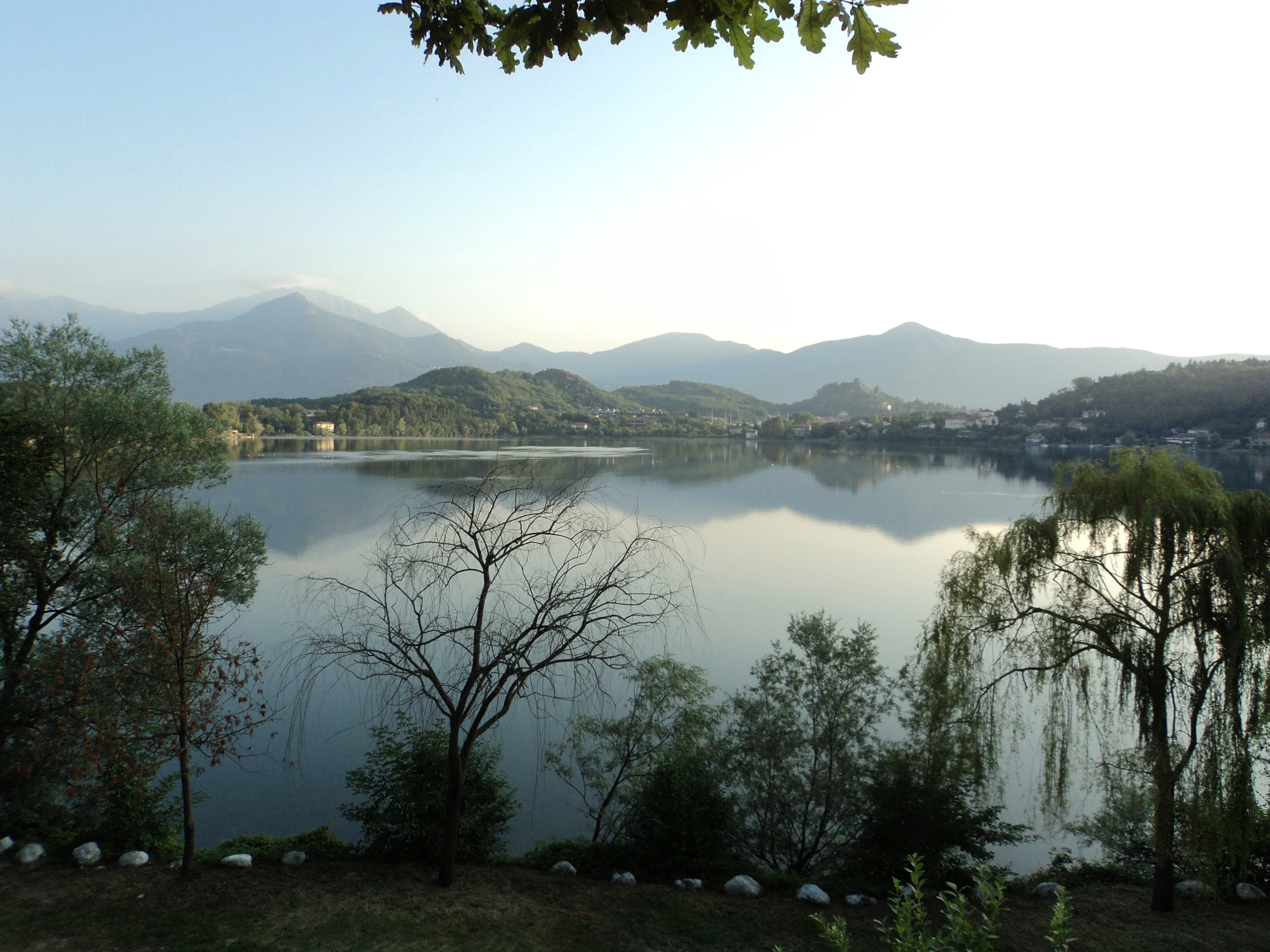
Il lago Grande di Avigliana

L'anfiteatro è attraversato in senso ovest-est dalla Dora Riparia.
Tra i rilievi morenici che compongono l'anfiteatro si annidano alcuni laghi, anch'essi di origine glaciale. Tra questi hanno una certa importanza, anche turistica, i due Laghi di Avigliana, mentre i laghetti situati in sinistra idrografica della Dora, quali il Lago di Caselette, sono di dimensioni molto minori.

## Protezione della natura
Data l'importanza ambientale delle colline moreniche e delle zone umide che esse racchiudono proprio alle porte di una zona fortemente urbanizzata come l'Area metropolitana di Torino, alcune porzioni dell'area sono a vario titolo tutelate da un punto di vista naturalistico.
In particolare il laghi di Avigliana e il loro bacino imbrifero ricadono in buona parte nel Parco naturale dei laghi di Avigliana e le alture moreniche addossate al Monte Musinè sono comprese nel Sito di interesse comunitario denominato  “Monte Musiné e Laghi di Caselette” (codice IT1110081).